# 2020 في ألبانيا
أحداث من عام 2020 في ألبانيا .

## الحكم
- الرئيس : إلير ميتا
- رئيس الوزراء : إيدي راما

## الأحداث
مستمر - جائحة فيروس كورونا في ألبانيا

### مارس
- 8 مارس - تم تأكيد أول حالتين من حالات الإصابة بفيروس كورونا في ألبانيا, سافر أحدهما إلى فلورنسا.[1]
- 10 مارس
  - الرئيس إلير ميتا يدعو الأطباء الألبان المتقاعدين للعودة إلى سوق العمل.[2]
  - اكتشف أن امرأة من ولاية ماريلند أصيبتبفيروس كورونا بعد زيارة ألبانيا وقضاء بعض الوقت في مطار تركي.[3]
- 11 مارس - تم الإبلاغ عن أول حالة وفاة بفيروس كورونا في البلاد: امرأة مسنة في دراس.[4]

### ديسمبر
- 8 ديسمبر - قتل الشرطة الألبانية كلودجان رشا البالغ من العمر 25 عاماً, والذي انتهك حظر التجول الليلي الخاص بفيروس كورونا في البلاد، مما أدى إلى عدة ليال من أعمال الشغب العنيفة في تيرانا.[5]

## حالات الوفاة

### شهر فبراير
- 7 فبراير - Nexhmije Pagarusha, مغنية وممثلة ( مواليد 1933).[6]
- 26 فبراير - نكسمي خوجة سياسي (مواليد 1921).[7]
- 29 فبراير - فيتو كابو، سياسي ( مواليد 1922).[8]